# Längdkontraktion
Längdkontraktion är den minskning i längd som enligt Albert Einsteins speciella relativititetsteori uppstår när ett föremål rör sig med stor hastighet i förhållande till den som mäter längden. Vid mer vardagsnära hastigheter är denna längdminskning helt försumbar. Det är först vid hastigheter som är minst 1/10 av ljusets hastighet som den får någon märkbar betydelse. 
Formeln för längdkontraktionen är en del av Lorentztransformationen, som föreslogs av den nederländske fysikern Hendrik Lorentz år 1904 (året innan Einstein publicerade sin teori) som ett sätt att förklara varför Michelson–Morleys experiment inte uppvisade olika hastigheter för ljuset i olika riktningar, trots att jorden ju rör sig med en avsevärd hastighet genom rymden. 
Antag att en person P mäter en stationär sträcka, exempelvis längden på en stav som ligger stilla från P:s synpunkt, och får denna sträcka till l. En annan person P' som rör sig med konstant hastighet v i sträckans riktning, och gör motsvarande mätning, kommer då att få längden l':
{\displaystyle l^{\;\prime }=l\cdot {\sqrt {1-{v^{2} \over c^{2}}}}}
där c är ljusets hastighet.
Man ser att l' är mindre än l om v>0. Ju fortare P' rör sig i förhållande till P desto kortare kommer han/hon att tycka att sträckan är. I extremfallet när hastigheten närmar sig ljusets, kommer sträckans längd att närma sig noll.
Observera att längdkontraktionen är symmetrisk och uppfattas på samma sätt från båda personernas håll. Om de båda personerna har varsin stav, kommer båda två att tycka att den andra personens stav är kortare än den egna. En person som färdas i en rymdraket med hög hastighet förbi jorden skulle tycka att jorden var kortare (tillplattad) i rörelseriktningen likaväl som en person på jorden skulle tycka att rymdraketen var kortare än vad rymdresenären tycker.
Denna symmetriska tillämpning av längdkontraktionen, och att alla referenssystem som rör sig likformigt i förhållande till varandra är likvärdiga, var det som var det nya i den speciella relativitetsteorin. Lorentz tänkte sig att längdkontraktionen bara gällde föremål som rörde sig i förhållande till en stillastående eter som antogs genomsyra universum.
Längdkontraktionen är inte ett optiskt fenomen, utan ett faktiskt fenomen.